# Понти, Карло (фотограф)
Ка́рло По́нти (итал. Carlo Ponti; 1823, кантон Тичино, Швейцария — 1893) — итальянский оптик и фотограф из Венеции швейцарского происхождения. Известен своими художественными фотографиями Венеции, видов города и повседневной жизни в нём. Работал в период 1858—1875 годов не только в Венеции, но также в Вероне и Падуе, был одним из самых известных мастеров портретной и архитектурной фотографии XIX века.
Карло Понти был оптиком у короля Виктора Эммануила II. Также он изобрёл устройства для просмотра фотографий: алетоскоп[en] в 1860, а затем его развитие мегалетоскоп в 1862.
В 1857 году Понти стал совладельцем фотостудии вместе с фотографом Карло Найя. Вместе они, став самыми известными фотографами города, делали фотографии не только архитектурных шедевров, но и повседневной жизни Венеции (жанровая фотография), в особенности жизни и труда бедных людей. В 1864 году Понти стал обладателем фотографического архива Доменико Брезолина.

## Галерея
- Окна церкви Сан-Кассиано, Венеция
- Палаццо Контарини дель Боволо, Венеция
- Пьяцца-дель-Пополо, Монте Пинчио, Рим
- Павийская Чертоза
- Гранд-канал и палаццо Фоскари
- Дворец дожей
- Мост Риальто, около 1870 года
- Панорама Венеции с базилики Сан-Марко
- Разносчик выпечки
- Гондольеры
- Уличный торговец
- Чистильщик обуви
- Девушка, несущая воду
- Молодой уличный продавец